# Sojuz TMA-19M
Sojuz TMA-19M (ryska: Союз ТMA-19M) var en flygning i det ryska rymdprogrammet. Flygningen transporterade Jurij Malentjenko, Timothy Kopra och Timothy Peake till Internationella rymdstationen.
Farkosten sköts upp med en Sojuz-FG-raket från Kosmodromen i Bajkonur, den 15 december 2015. Man dockade manuellt med rymdstationen drygt sex timmar efter uppskjutningen.
Man lämnade stationen efter drygt 170 dagar, den 18 juni 2016. Några timmar senare återinträdde farkosten i jordens atmosfär och landade i Kazakstan.
I och med att farkosten lämnade rymdstationen var Expedition 47 avslutad.

## Besättning
| Befälhavare    | Jurij Malentjenko, RSA Hans sjätte rymdfärd Expedition 46 / 47 |
| Flygingenjör 1 | Timothy L. Kopra, NASA Hans andra rymdfärd Expedition 46 / 47  |
| Flygingenjör 2 | Timothy Peake, ESA Hans första rymdfärd Expedition 46 / 47     |

## Reservbesättning
| Befälhavare    | Anatolij Ivanisjin, RSA |
| Flygingenjör 1 | Kathleen Rubins, NASA   |
| Flygingenjör 2 | Takuya Onishi, JAXA     |